# Kevin Restani
Kevin Gilbert Restani (San Francisco, 23 dicembre 1951 – San Francisco, 25 aprile 2010) è stato un cestista e allenatore di pallacanestro statunitense, professionista nella NBA e in Italia.

## Carriera
Dopo essere stato selezionato dai Cleveland Cavaliers con la 34ª scelta al draft NBA 1974, Restani esordisce con i Milwaukee Bucks, franchigia in cui all'epoca militava anche Kareem Abdul-Jabbar. Disputa complessivamente 550 partite in NBA, nelle otto stagioni trascorse tra Milwaukee, Kansas City, San Antonio e Cleveland. Durante il periodo agli Spurs, Restani insieme ai compagni George Johnson, Paul Griffin, Dave Corzine e Mark Olberding faceva parte dei cosiddetti Bruise Brothers (traduzione di "fratelli lividi"), soprannome assegnatogli per la loro intensità difensiva.
Nel 1982 approda in Italia alla Libertas Livorno, squadra in cui rimarrà per 4 anni facendo coppia con Abdul Jeelani per 3 di questi. Terminato questo periodo gioca una stagione alla Libertas Forlì e una alla Sebastiani Rieti, l'ultima della sua carriera da professionista.
Una volta ritiratosi dall'attività agonistica, Restani è stato assistente di coach Alberto Bucci in quella Libertas Livorno che nel 1988-89 sfiorò lo scudetto, per poi vivere due anni da capo-allenatore a Rovereto in Serie B2.
Rientra poi negli States, facendo ritorno alla Riordan High School nelle vesti di coach dal 1995 al 1997. Nell'ultimo periodo vissuto ha collaborato con i Milwaukee Bucks allenandone le ali. Muore nella sua casa di San Francisco all'età di 58 anni.